# Président de groupe à l'Assemblée nationale (France)
Le président de groupe à l'Assemblée nationale est élu par ses pairs au sein de son groupe parlementaire. Le scrutin a traditionnellement lieu à huis clos et à bulletin secret. L'Assemblée nationale utilise officiellement le terme de président de groupe dans son règlement, mais les médias peuvent également parler de chef de file parlementaire et plus rarement de chef de la majorité ou de chef de l'opposition (ces désignations étant plus généralement attribuées au Premier ministre en poste et au président du principal parti d'opposition).

## Historique
Les groupes parlementaires ont été reconnus à la Chambre basse du Parlement français en 1910  et la Conférence des présidents instituée en 1911.

## Prérogatives
Les présidents des groupes sont membres de droit de la Conférence des présidents de l'Assemblée nationale et participent, de ce fait, à l’établissement de l’ordre du jour et des mesures d’organisation qui lui sont liées. Ils peuvent soumettre à la Conférence des présidents des propositions relatives à l’ordre du jour. En cas de vote au sein de la Conférence des présidents – hypothèse rare, au demeurant – il est attribué à chaque président un nombre de voix égal au nombre de membres de leur groupe (défalcation faite de ceux qui participent par ailleurs à la Conférence à un autre titre : vice-présidents, présidents de commission). Ainsi, depuis la révision constitutionnelle du 23 juillet 2008, l’ordre du jour étant partagé entre le Gouvernement et l’Assemblée, les groupes – et en particulier les groupes de la majorité – jouent un rôle déterminant dans l’établissement de l’ordre du jour de l’Assemblée.